# Свети мученици Тифаил и Тивеја
Тефаил и Тивеја (стгрч. Θουθαηλ και ΒεβαιαςΘουθαηλ και Βεβαιας † око 117) - ранохришћански мученици. 
Тефаил и Тивеја су били брат и сестра, живели су у Едеси. Тефаил је био пагански свештеник. Епископ Едесе Варсипо (Βαρσιππο) или Варсимије (Βαρσιμαιο) одвратио је од идолопоклонства и научио их хришћанској вери, и крстио их. Након тога их је заробио топарх Едесе Абгар. Топарх их је наговорио да се одрекну Христа и служе идолима, а затим им наредио да муче брата и сестру. 
После мучења, Тефаил и Тивеја су погубљени. У различитим изворима време страдања брата и сестре је различито; Велики Минеј Хетиани указују да су били мучени за време владавине цара Хадријана; Пролог наводи да су страдали за време владавине цара Трајана. Различити извори се разликују у околностима њиховог страдања и смрти. Према Синаксару Цариградске цркве,  Тефаил и Тивеја су посечени. Према Минеју Василија II, Тефаил је обешен о дрво и посечен тестером, а Тивеја је убијена копљем у врат.
Православна црква прославља свете Тефаила и Тивеју 18.(5.) септембра.